# 衛斯理之老貓
《衛斯理之老貓》，日本版名為、，是一套1991-92年上映、以香港為背景的電影，改編自香港作家倪匡的科幻小說衛斯理系列《老貓》一篇。本片同時拍攝了兩個男主角演員各異的版本，分別為香港版由藍乃才執導，李子雄飾演男主角，1992年上映；日本版由羽仁未央執導，赤井英和飾演男主角，1991年曾於日本影展放映，後以錄影帶形式發行；兩版本部分情節亦有差異，並有一些角色只出現於其中一個版本。

## 製作
日本特效導演樋口真嗣最初曾參與此電影的特效製作，但不久便被解僱。老貓與猛犬搏鬥的一幕是特效場面中的重點項目，樋口真嗣稱最初使用了真動物拍攝，亦有製造了機械動物進行拍攝之說。
據樋口真嗣憶述，他離開製作團隊後，劇組又獲得日本資金投資，因而得以拍攝日本人擔任男主角的另一版本。日本版在1991年曾於東京國際奇幻電影節以為名（亦即原著小說《老貓》日文譯本的名稱）放映，後改名為，1994年以錄影帶形式發行。

## 電影內容

### 香港版
故事敘述衛斯理之友人李同（劉錫賢飾）所住之公寓上，時常在半夜發出擾人噪音，使李同困惑不已，決定上樓找樓上住客理論。在李同樓上住著一個老人、一個少女以及一隻黑貓，在老人為發出噪音一事向李同道歉的隔天，兩人一貓便搬出公寓，但卻在房內留下了一副貓的內臟。
李同在一次聚餐中，向好友衛斯理（李子雄飾）等人提到了此事，眾人均感不可思議，衛斯理更覺一切乃黑貓所為，於是向好友老陳（倪匡飾）借了一頭勇敢無比的猛犬「老布」去捉捕黑貓。經過一場貓狗大戰，黑貓斷了尾，豈知此貓尾在經過化驗後，竟從上面的組織發現出這乃是已死亡十數年之貓尾，事情至此，更引發衛斯理的好奇心，決意更深入調查此一事件...

### 日本版
一個古物展覽會遭遇盜竊及破壞，來自日本的衛（赤井英和飾）懷疑竊匪是一隻貓，後與香港警隊的王警部（單立文飾）共同追查，並遇到與貓有關係的神秘少女和老人。

## 人物角色
| 角色名稱                      | 演員                                | 備註                                                             |
| ----------------------------- | ----------------------------------- | ---------------------------------------------------------------- |
| 衛斯理                        | 李子雄（香港版） 赤井英和（日本版） |                                                                  |
| 白素                          | 伍詠薇                              | 香港版角色                                                       |
| 公主                          | 葉蘊儀                              | 外星來客；港、日版共通角色                                       |
| 依洛                          | 劉兆銘（香港版） 關海山（日本版）   | 外星來客                                                         |
| 李同                          | 劉錫賢                              | 衛斯理友人；香港版角色                                           |
| 王傑美（香港版） 賴（日本版） | 郭振鋒                              | 衛斯理友人，警官，後被外星怪物附體；港、日版共通角色，但姓名不同 |
| 王Sir（王警部）               | 單立文                              | 日本版角色，取代了香港版中王傑美的部分戲份                       |
| 老陳                          | 倪匡                                | 衛斯理友人；港、日版共通角色                                     |
| 袁教授                        | 蔡瀾                                |                                                                  |
|                               | 尹相林                              |                                                                  |

## 外部連結
- 開眼電影網上《衛斯理之老貓》的資料（繁體中文）
- 香港影庫上《衛斯理之老貓》的資料（繁體中文）
- 时光网上《衛斯理之老貓》的資料（简体中文）
- 豆瓣电影上《衛斯理之老貓》的資料 （简体中文）
- 爛番茄上《衛斯理之老貓》的資料（英文）
- AllMovie上《衛斯理之老貓》的资料（英文）
- 互联网电影数据库（IMDb）上《衛斯理之老貓》的资料（英文）